# Park Narodowy Cross River
Park Narodowy Cross River – park narodowy we wschodniej Nigerii, położony przy granicy z Kamerunem. Obejmuje obszary nizinne i podgórskie. Podzielony jest na dwie, niestykające się ze sobą, podjednostki: południową Oban Hills i północną Okwangwo. Założony w 1991. Od 2001 uznawany przez BirdLife International za ostoje ptaków IBA (każda podjednostka z osobna).

## Położenie geograficzne
Park Narodowy Cross River położony jest pomiędzy równoleżnikami 5°05' a 6°29' N oraz pomiędzy południkami 8°15' a 9°30' E. Od wschodu graniczy z Kamerunem. Podjednostka Okwangwo stanowi północną część parku. Od południowej podjednostki, Oban Hills, oddziela ją 50 km zniszczonego działalnością człowieka lasu równikowego. Od wschodu graniczy z kameruńskim Takamanda Forest Reserve. Podjednostka Oban Hills tworzy całość z kameruńskim Parkiem Narodowym Korup. Powierzchnia parku wynosi około 4000 km² – 1000 km² przypada na Okwangwo, 3000 km² na Oban Hills.

## Warunki naturalne
Podjednostka Okwangwo położona jest w południowo-zachodniej części płaskowyżu Obudu. W krajobrazie występują liczne pasma i skaliste wychodnie. Na północy w paśmie Sankwala Mountains wysokości sięgają 1700 m n.p.m., a w Mbe Mountains na południowym wschodzie – około 1000 m n.p.m. Ta część parku leży w dorzeczach rzek Oyi, Bemi i Okon (wszystkie są dopływami Cross River). Ogółem można wyróżnić dwa typy roślinności: nizinnych lasów deszczowych na niższych wysokościach oraz trawiastych obszarach wzdłuż szczytów pasm górskich (z pozostałościami lasów w dolinach). Na nizinach występują gleby ferralitowe. Pora deszczowa trwa od marca do listopada, pora sucha od grudnia do lutego. Średnia roczna suma opadów wynosi do 4280 mm. W podjednostce Oban Hills od północy przebiega Cross River i jej dopływy, na południu Calabar, Kwa i Korup. Wysokości w obszarach górskich sięgają do 1000 m n.p.m. Gleby ferralitowe i piaszczyste. Tę część parku porastają nizinne lasy; dominujące gatunki drzew to m.in. Berlinia confusa, Coula edulis, Hannoa klaineana, Klainedoxa gabonensis, Khaya ivorensis i Lophira alata. Na obszarze Oban Hills występują zadrzewienia wtórne oraz plantacje palm i kauczukowców. Pora deszczowa trwa do 9 miesięcy (od marca do listopada); średnia roczna suma opadów wynosi ponad 3500 mm. W Okwangwo odnotowano około 1545 gatunków roślin należących do 98 rodzi, w Oban Hills – około 1568 gatunków; według innego źródła jest to 1303 gatunków roślin zielnych, 141 gatunków porostów i 56 gatunków mchów.

## Fauna
W parku odnotowano 119 gatunków ssaków (w tym 18 z 23 naczelnych występujących w Nigerii), 48 gatunków ryb i 950 gatunków motyli (90% wszystkich spotykanych w Nigerii). W podjednostce Oban Hills odnotowano m.in. szympansy krzepkie (Pan troglodytes ellioti), mandryle równikowe (Mandrillus leucophaeus), gerezanki kameruńskie (Piliocolobus preussi), koczkodany nigeryjskie (Cercopithecus sclateri) i stokowe (C. preussi), lamparty plamiste (Panthera pardus), słonie afrykańskie leśne (Loxodonta cyclotis) i bawoły afrykańskie (Syncerus caffer). Z Okwangwo opisano dwa nowe gatunki motyli: Tetrarhanis okwango i T. ogojea.

### Awifauna
W Okwangwo odnotowano ponad 280 gatunków ptaków. BirdLife International wymienia 86 gatunków, których występowanie zaważyło o uznaniu tej części parku za ostoję ptaków IBA (w przypadku Oban Hills jest to 145 tzw. „trigger species”). W Oban Hills odnotowano, według BirdLife, ponad 350 gatunków, w tym jasnobrzucha żółtogardłego (Phyllastrephus xavieri), dla którego jest to jedno z dwóch miejsc stwierdzeń w kraju. Do innych gatunków stwierdzonych w tej części parku należą gackożer (Macheiramphus alcinus), orzeł białobrzuchy (Spizaetus africanus), perlica czubata (Guttera pucherani), rudochruściel szarolicy (Canirallus oculeus), kukułka oliwkowa (Cercococcyx olivinus), afrotrogon żółtolicy (Apaloderma aequatoriale), miodowód lirosterny (Melichneutes robustus), szczeciobrodacz zielony (Criniger chloronotus), mucharka szarogardła (Fraseria griseigularis) i wikłacz żółtpierśny (Malimbus racheliae). Wśród „trigger species” dla podjednostki Okwangwo BirdLife International wymienia m.in. takie gatunki jak sępowronka kameruńska (Picathartes oreas), kongowiec jasnooki (Baeopogon indicator), wąsaczek czerwonorzytny (Pogoniulus atroflavus) i turak zielonoczuby (Tauraco persa).